# Rangzen Shonu
Rangzen Shonu, vertaald Jeugd van de Vrijheid, was een Tibetaanse rock-'n-rollband. De band werd opgericht in Tibetaanse ballingschap in India en was een van de eerste bands die succes had met het verbinden van Tibetaanse en westerse muziekstijlen.
Rangzen Shonu dankt zijn bekendheid in Tibet vooral aan hun eigen geluid met teksten in het Tibetaans die begeleid worden door akoestische gitaren en niet door bijvoorbeeld Tibetaanse muziekinstrumenten. In 1998 bracht Rangzen Shonu een gelijknamig album uit met moderne Tibetaanse volksmuziek. Dit album kreeg de prijs Beste album tijdens de Tibetan Music Awards in 2003.
Volgens Hanna Havnevik, schrijfster van Women in Tibet, nam Dadon, verschillende delen van de stijl van Rangzen Shonu over nadat ze in 1988 een muziekcassette van de band had beluisterd die illegaal buiten China was gesmokkeld. Het woord Rangzen werd in de afgelopen jaren synoniem aan onafhankelijkheid, met een verwijzing naar de Chinese bezetting van Tibet.